# Pedro Antonio de Alarcón
Pedro Antonio de Alarcón (ur. 10 marca 1833 w Guadix, zm. 10 lipca 1891 w Valdemoro) – hiszpański pisarz.

## Życiorys
Był naczelnym redaktorem antyklerykalnego pisma satyrycznego „El Látigo”. W 1854 uczestniczył w ruchach rewolucyjnych. W okresie Restauracji Burbonów (1874) jego poglądy uległy radykalnej zmianie. Został wówczas zaciekłym konserwatystą. Uprawiał publicystykę, dramat, poezję i prozę.
Jego najbardziej znanym dziełem jest krótka powieść El sombrero de tres picos, która posłużyła za kanwę baletu Trójkątny kapelusz Manuela de Falla i libretta opery Hugona Wolfa.

## Publikacje
- El sombrero de tres picos 1874 (polski tytuł: Trójgraniasty kapelusz).
- El Escándalo 1875.
- Cuentos amatorios 1881.
- Historietas nacionales 1881.
- Narraciones inverosimiles 1882.
- La pródiga 1882.